# Zanskar
Ne doit pas être confondu avec Zanskar (rivière).
Pour le personnage de bande dessinée, voir Le Tombeau des Champignac#Synopsis.

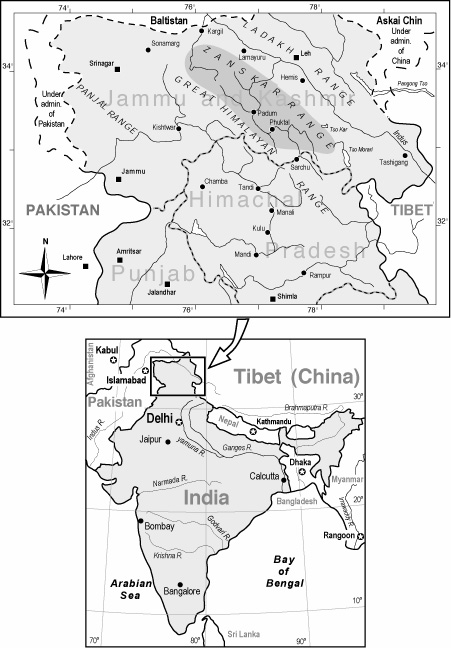
Carte de localisation du Zanskar.

Le Zanskar ou Zangskar (ladakhi : ཟངས་དཀར, Translittération Wylie : zangs dkar) est un tehsil (sous-district), du district de Kargil, dans le territoire indien du Ladakh. Son centre administratif est Padum, capitale de l'ancien royaume. On y parle le Kenhat, des dialectes du haut-Ladakh et du Zanskar. La région est célèbre pour les treks qui y sont proposés aux touristes occidentaux.

## Histoire
On trouve des traces humaines datant de l'âge du bronze. Des pétroglyphes, disséminés sur le territoire, laissent penser que des tribus turco-mongoles de l'Altaï auraient vécu dans la région.
Sous l'influence de l'Empire kouchan (Ier siècle av. J.-C.–IIIe siècle), appelés par la population locale Mon, la région s'est convertie au bouddhisme où se tient un 4e conseil légendaire, sous le règne du roi Kanishka (125 — 152).
Envahis par l'Empire du Tibet (629 – 877) fondé par Songtsen Gampo au VIIe siècle, ils furent obligés de se convertir à leur religion animiste, le Bön.
Lorsque ce dernier se convertit au bouddhisme par l'influence chinoise de la princesse Wencheng de la dynastie Tang et l'influence népalaise de la princesse Bhrikuti, offertes en mariage à l'Empereur en signe d'alliance et en échange de l'arrêt de ses conquêtes, la région put de nouveau pratiquer ce culte.
Après l'assassinat du dernier empereur, Langdarma par un ermite bouddhiste en 841 ou 842, ses deux fils se battent pour le pouvoir, une guerre fratricide pour la prise du pouvoir commence entre Yumtän (tibétain : མངའ་བདག་ཡུམ་བརྟན་, Wylie : mang' bdag yum-brtan, THL : Ngadak Yumten) et Ösung (tibétain : འོད་སྲུང་།, Wylie : 'od srung, THL : ösung ou tibétain : མངའ་བདག་འོད་སྲུང།, Wylie : mang' bdag vod-srung, THL : Ngadak Ösung). Les successeurs d'Ösung contrôlent alors le Ngari, qui devient le royaume de Gugé, tandis que ceux de Yumtän contrôlent l'Ü.
Nyimagön (ཉི་མ་མགོན།), petit-fils d'Ösung, vécut vers la fin du Xe siècle et conquiert tout le Tibet occidental. Il partage son territoire entre ses trois fils : Gugé (གུ་གེ) fondé par Tashigön (ou Trashigön བཀྲ་ཤིས་མགོན།), le Zanskar (ཟངས་དཀར།) à Detsugön (བདེ་བཙུགས་མགོན།) et le Maryül (Ladakh) à Palgyigön (ou Pelgigön).
Zanskar, devient une monarchie en 930, le pays est gouverné par 2 à 4 maisons de la même famille.
À partir du XVIe siècle, le pays est subordonné au Ladakh.
En 1822, une coalition originaire de Kullu, Lahoul et Kinnaur envahit le Zanskar et détruit le palais royal à Padum.
Vers le milieu du XXe siècle, le Ladakh est divisé entre la Chine, le Pakistan et l'Inde, le Zanskar revient alors à l'Inde.
Tenzin Gyatso, le 14e dalaï-lama, se rendit au Zanskar en août 1980 pour les besoins d'un film.

## Géographie
La région se situe dans la plus haute vallée peuplée de l'Himalaya à plus de 4 000 mètres d'altitude. Le Zanskar rejoint le toit du monde à des hauteurs de 7 000 mètres et reste isolé quasiment huit mois par an. Même les hautes vallées, situées à 3 500 mètres, restent bloquées par la neige bloquant les accès par les cols. Pour rejoindre le Ladakh voisin, une seule voie est alors possible : le fleuve Zanskar. Avec l'avancée de la route, 3/4 jours de marche permettent de franchir les gorges en marchant sur le fleuve gelé. Si la glace est mince, ce parcours peut être une véritable aventure.

## Coutumes
- Hisser un drapeau est, au Zanskar, une manière de manifester sa foi et de se concilier la bienveillance des divinités. Humbles morceaux d'étoffe où l'on inscrit parfois des mantras, on en voit partout sur les chemins, les ponts, les terrasses, dans les cours des maisons et des temples, sur les « chörtens » (monuments pieux) ou au sommet des cols.
- Sur des pierres isolées, empilées ou formant des sortes de murets, il est fréquent de voir des images saintes ou, beaucoup plus souvent encore, sculpté en tibétain, le mantra libérateur : Om Mani Padme Hüm.

## Population
La population est composée principalement de 95 % bouddhistes pratiquant le bouddhisme tibétain, le reste pratiquant principalement un Islam sunnite. Padum héberge la seule mosquée de la région.
La population est un mélange de Tibétains et d'Indo-européens (Changpas Dards (en) et Mon), ces derniers sont également des Dard, mais ont leur nom propre pour les distinguer des Dards arrivés plus tardivement.
Environ 12 000 habitants vivent pauvrement de l'agriculture et de l'élevage des moutons et des yacks. L'élevage est principalement pratiqué par les femmes et les enfants.
Les femmes vivent en polyandrie, système dans lequel plusieurs frères sont mariés à la même femme.
Les hommes partant principalement pour le célibat de la vie monastique, l'important taux de mortalité des enfants participant à la régulation de la population. La population reste stable car les terres cultivables ne peuvent s'étendre.
Dès les premières neiges, qui tombent en novembre, le Zanskar entre en hibernation.

## Langues
Les personnes vivant au Zanskar parlent la langue zanskari (en) appartenant au groupe linguistique Ladakhi-Balti,. Elle s'écrit en utilisant l'écriture tibétaine. Les moines qui ont étudié en dehors du Zanskar connaissent peut-être aussi le tibétain. Les personnes instruites du Zanskar connaissent l'anglais car c'est une matière obligatoire dans les écoles indiennes.

## Religion
La grande majorité de la population du Zanskar est bouddhiste. Presque chaque village a un monastère local, contenant souvent des peintures murales et des images anciennes. Deux branches principales du bouddhisme tibétain s'y trouve. L'école Drugpa, qui comprend les monastères de Sani, Dzongkhul, Stagrimo et le monastère de Bardan - tous plus ou moins affiliés à Stakna dans la vallée de l'Indus. L'école Gelugpa comprend le monastère de Rangdum, Karsha, Stongde et le monastère de Phugtal, qui reconnaissent Ngari Rinpoché, le responsable spirituel de plusieurs monastères de Ngari, une vaste région du Tibet occidental, et qui a son siège principal au monastère de Likir au Ladakh. L'émanation actuelle de Ngari Rinpoché, Tendzin Choegyal, est le frère cadet du 14e dalaï-lama.

## Films
En 2010, le réalisateur américain Frederick Marx a réalisé un documentaire intitulé "La Traversée du Zanskar". Raconté par Richard Gere, le film raconte l'histoire de deux moines bouddhistes aidant 17 enfants pauvres à atteindre les écoles tibétaines en Inde à travers un voyage difficile et dangereux.

## Galerie

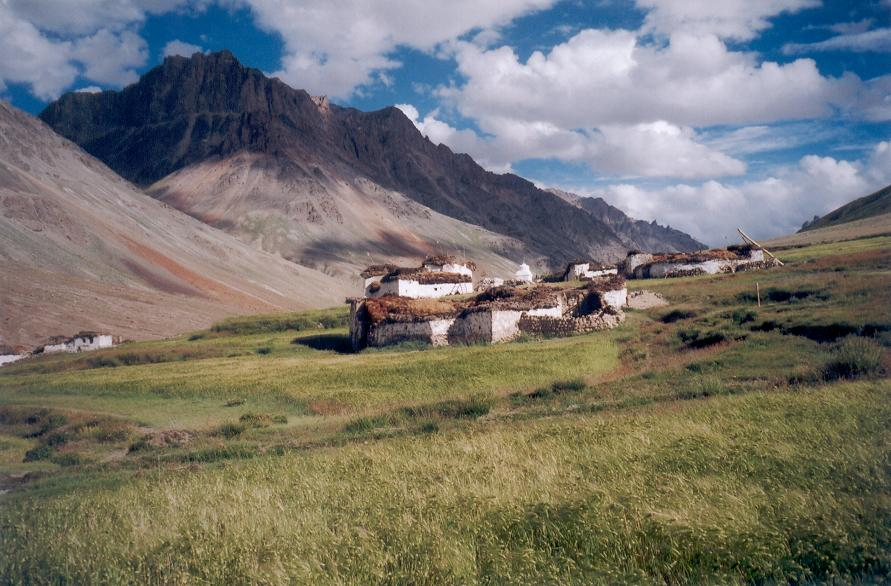
Maisons de village dans la vallée de Kargyak.
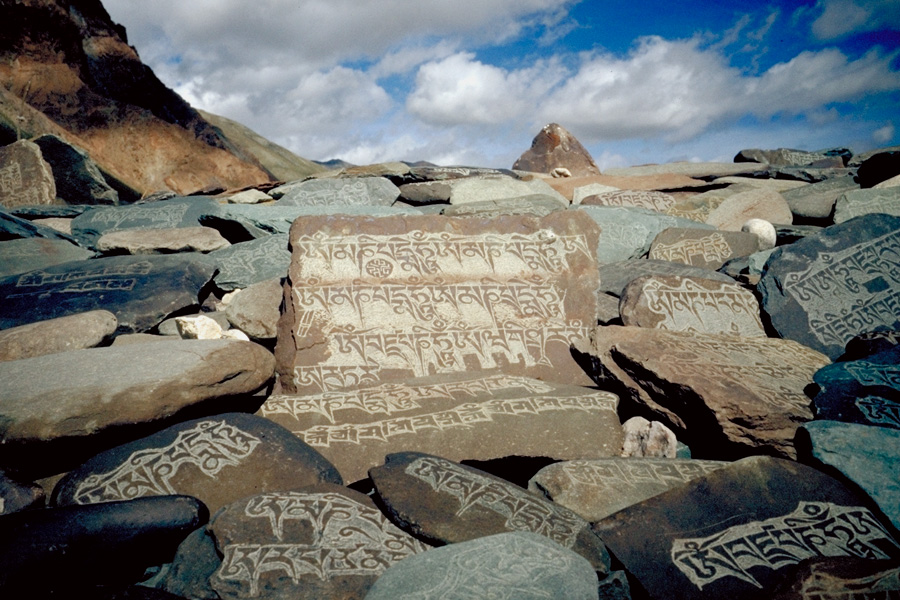
Sur les sentiers, on rencontre souvent le mantra Om mani padme hum, gravé sur des rochers ou des pierres formant un mur qui doit être contourné par la gauche, sens où la terre et l'univers tournent, selon le bouddhisme.
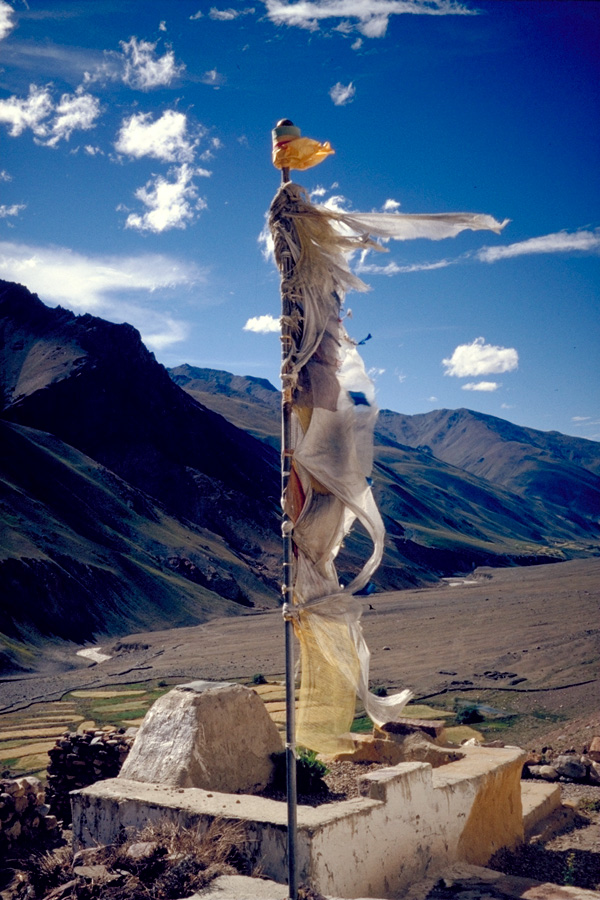
Le drapeau de prière au-dessus du monastère (Gompa) de Tanze, dans la vallée de Kurgiakh. Le vent est censé propager les prières imprimées sur le tissu.
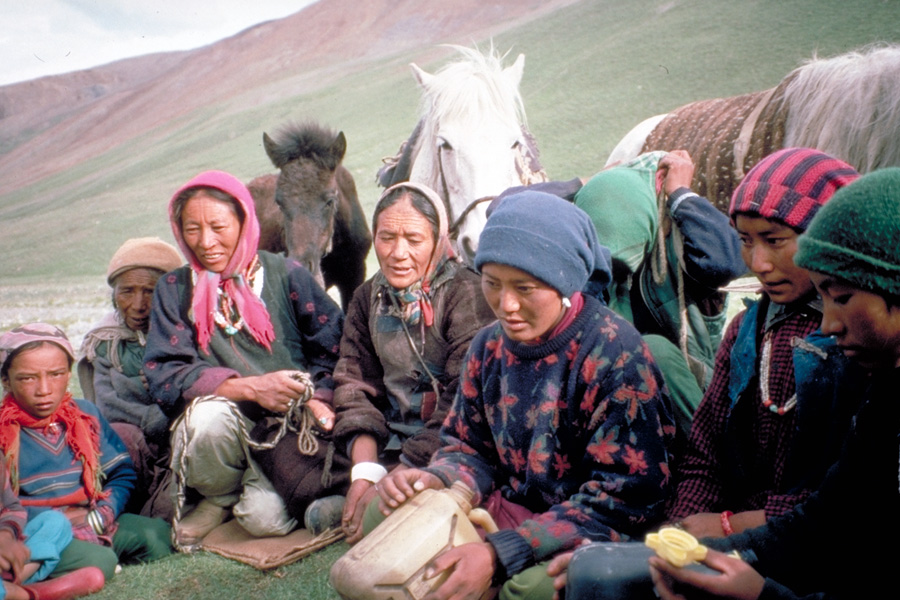
En été, femmes et enfants zanskaris vivent loin des villages avec le bétail. Cette   transhumance est similaire à celle qui se pratique dans les Alpes où les animaux sont envoyés dans les estives.
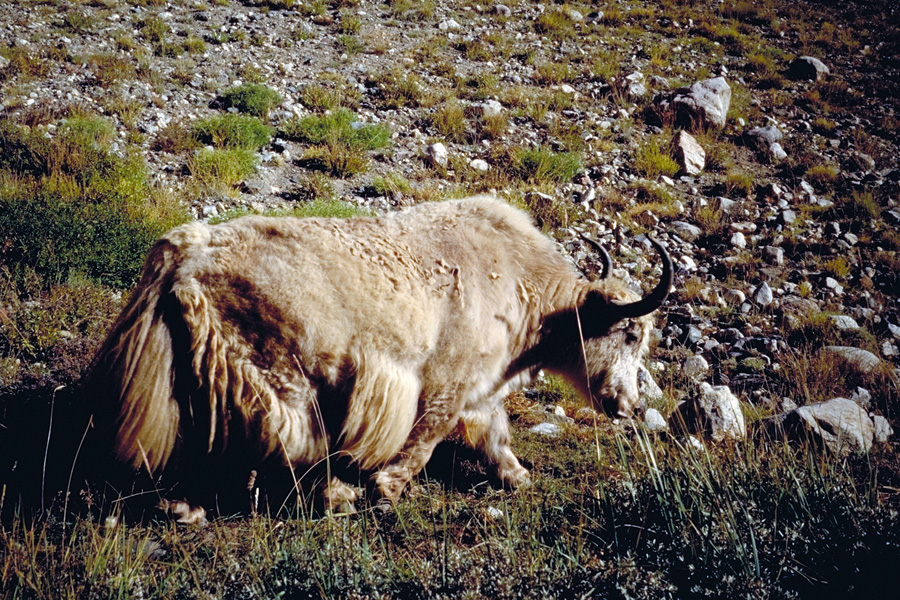
Yak blanc.
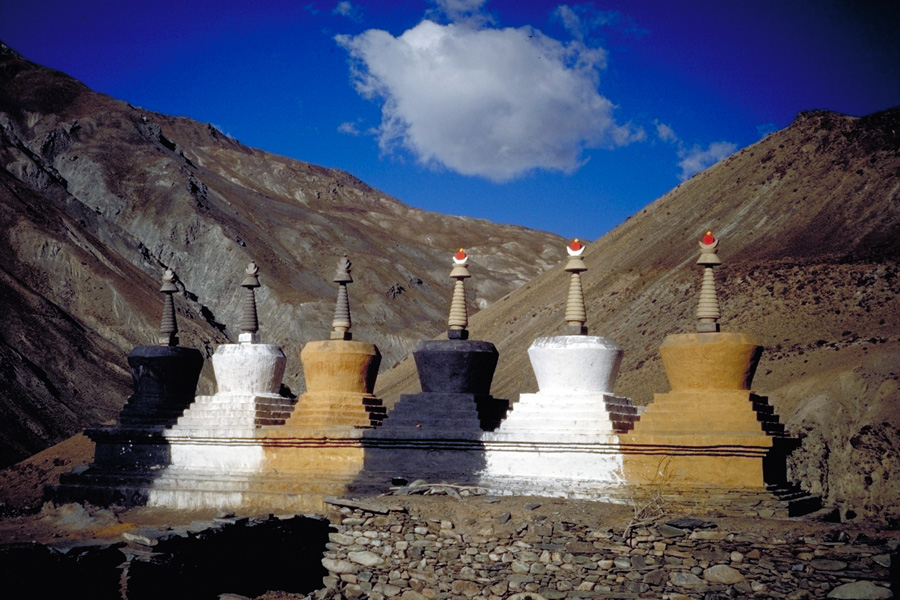
Rang de chortens (ou stūpas) au village de Purne. Chaque élément de ces édifices, de même que leur  couleur, a un sens symbolique dans le bouddhisme tibétain.
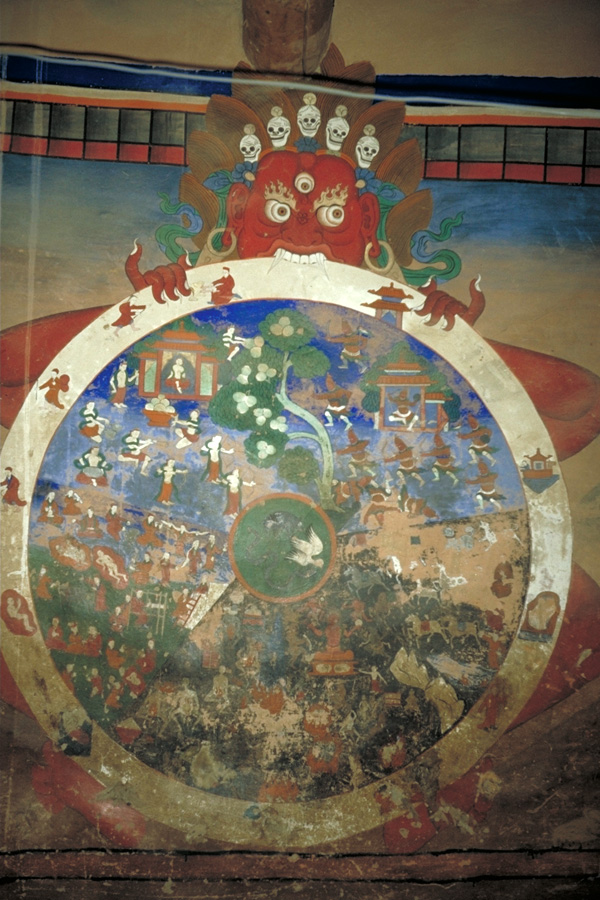
Fresque sur un mur du monastère de Bardan représentant une roue de la vie.
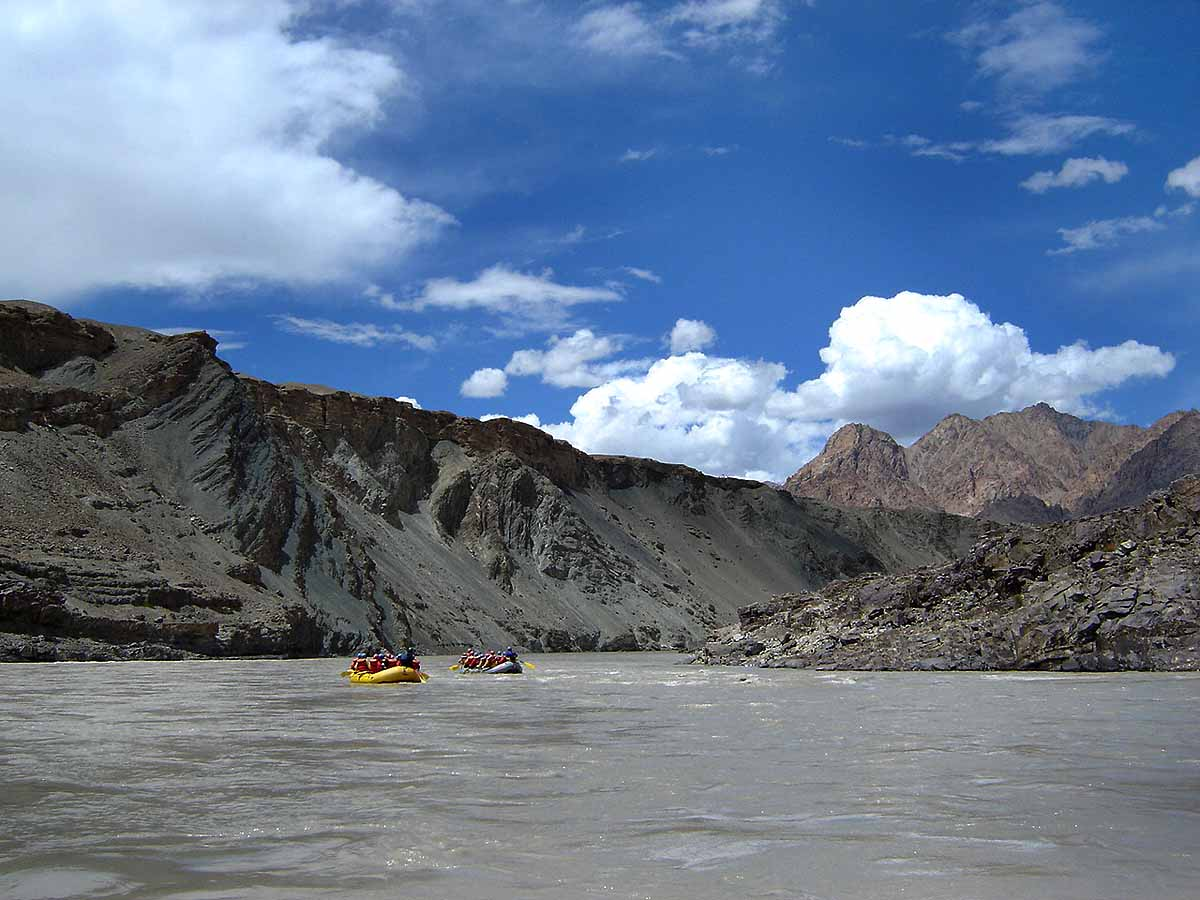
Rafting sur la rivière Zanskar.
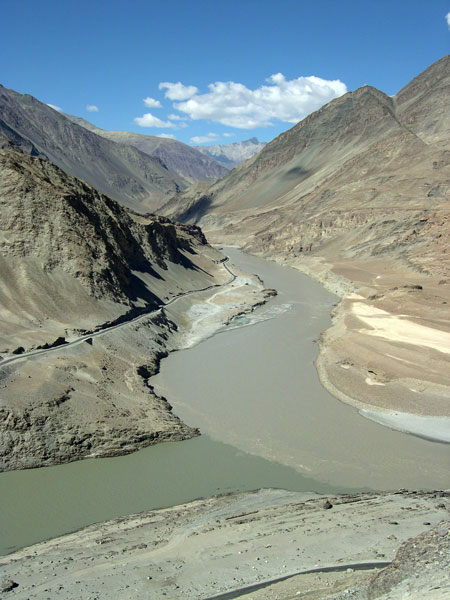
Confluence du Zanskar et de l'Indus.
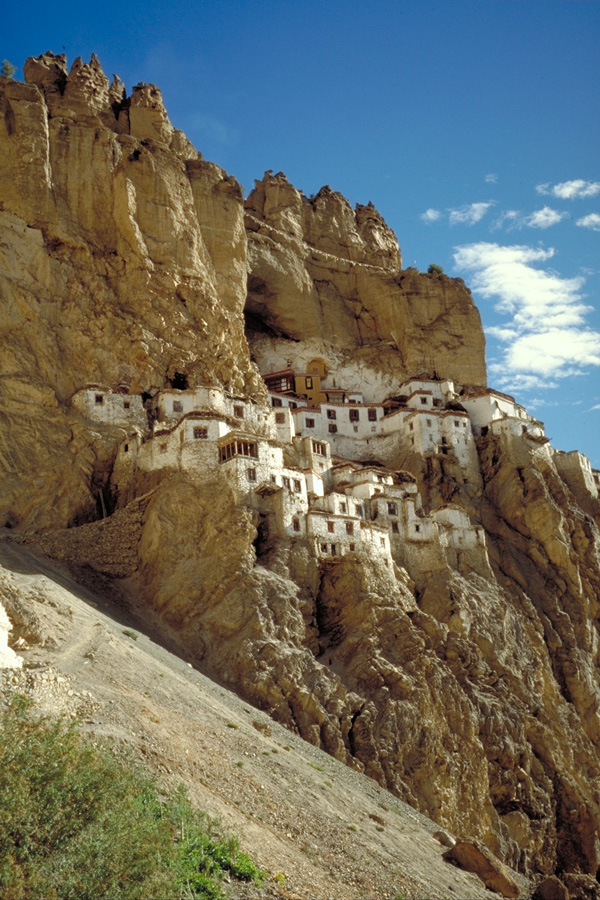
Monastère de Phugtal.